# 컬러풀 웨딩즈
《컬러풀 웨딩즈》(프랑스어: Qu'est-ce qu'on a fait au Bon Dieu ?)는 2014년 공개된 프랑스의 코미디 영화이다.
2014년도 프랑스 흥행 1위를 차지하였다.
2019년 속편 《컬러풀 웨딩즈 2》(Qu'est-ce qu'on a encore fait au Bon Dieu ?)가 개봉하였다.

## 줄거리
시농에 사는 부르주아지 가톨릭교회 신자인 드골주의자 공증인 클로드와 마리 부부에게는 네 딸이 있고, 그중 위의 셋은 이미 종교와 뿌리가 다른 남자들과 결혼하였다. 그리하여 부부는 현재 알제리계 무슬림 변호사, 세파르딤 유대계 사업가, 한족 중국계 은행가 이렇게 세 사위를 두고 있다.
부부는 겉으로는 모든 종교에 열려 있는 척하고 있지만 실은 기존 공동체에 속하지 않은 외부인들을 가족으로 받아들이게 된 것을 불편하게 여기고 있다. 이제 부부는 모든 희망을 막내딸에게 건다.
드디어 막내딸이 가톨릭 신자와 결혼하겠다고 하자 부부는 매우 기뻐하며 이 예비 배우자가 배우라는 탐탁치 않은 직업을 가진 점도 용서한다. 그러나 이 마지막 사위 예정자가 서아프리카 코트디부아르 출신 흑인이라는 걸 알게 되자 부부는 충격을 받는다.

## 출연진
- 크리스티앙 클라비에 - 클로드 베르뇌유 역
- 샹탈 로비 - 마리 베르뇌유 역
- 메디 사둔 - 라시드 벤아셈 역
- 아리 아비탕 - 다비드 베니슈 역
- 프레데리크 쇼 - 샤오 링 역
- 눔 디아우아라 - 샤를 코피 역
- 파스칼 엔종지 - 앙드레 코피 역
- 살리마타 카마테 - 마들렌 코피 역
- 타티아나 로조 - 비비앙 코피 역
- 프레데리크 벨 - 이자벨 벤아셈 베르뇌유 역
- 쥘리아 피아통 - 오딜 베니슈 베르뇌유 역
- 에밀리 캉 - 세골렌 베르뇌유 역
- 엘로디 퐁탕 - 로르 링 베르뇌유 역

## 반응
평단으로부터 대체로 호평을 받았다. 알로시네에서는 평점 5점 만점에 3.8을 받았다.